# Macrocarpaea glaziovii
Macrocarpaea glaziovii är en gentianaväxtart som beskrevs av Ernest Friedrich Gilg. Macrocarpaea glaziovii ingår i släktet Macrocarpaea och familjen gentianaväxter. Inga underarter finns listade i Catalogue of Life.